# Artocarpus fretessii
Artocarpus fretessii là một loài thực vật có hoa trong họ Moraceae. Loài này được Teijsm. & Binn. ex Hassk. mô tả khoa học đầu tiên năm 1866.